# Аренд Хејтинг
Аренд Хејтинг (хол. Arend Heyting; Амстердам, 9. мај 1898 — Лугано, 9. јули 1980) је био холандски логичар и математичар, заступник интуиционистичког правца у математици.
Хејтинг је докторирао 1925. године на Универзитету у Амстердаму, где је касније радио као предавач.
Значајна дела су му Преглед истраживања основа математике и Интуиционизам.